# Herbert Linden
Herbert Linden (* 14. September 1899 in Konstanz; † 27. April 1945 in Berlin) war ein deutscher Mediziner, Oberregierungsrat, Ministerialrat und ab 1942 Ministerialdirigent im Reichsministerium des Innern und einer der wesentlichen Organisatoren der NS-Krankenmorde in Heil- und Pflegeanstalten. Er beteiligte sich maßgeblich an der Ermordung von Zehntausenden Menschen.
Herbert Linden war federführend in die Planung und Durchführung der industriellen Massenvernichtung involviert. So verlieh er der geheimen Mordadministration als den Heil- und Pflegeanstalten weisungsbefugter Anstaltsreferent exekutive Durchschlagskraft. Parallel fungierte Linden mit Werner Heyde, später Paul Nitsche als Obergutachter der Mord-Administration Zentraldienststelle T4.
Kurz nach dem Euthanasie-Stopp vom 24. August 1941 wurde Linden zum Reichsbeauftragten Heil- und Pflegeanstalten ernannt und avancierte damit gleichsam zum Chef der deutschen Anstaltspsychiatrie.
Herbert Linden, von dem keine bekannte Abbildung existiert, zählt mit Viktor Brack und Paul Nitsche zu den führenden Köpfen der NS-Euthanasie-Aktion. Er entzog sich einer Gerichtsverhandlung 1945 durch Suizid.

## Herkunft und Ausbildung
Linden wurde 1899 in Konstanz geboren und legte 1917 das Abitur ab. Anschließend wurde er zum Militärdienst eingezogen, wo er als Musketier in verschiedenen Armee-Regimentern diente. Vom 16. Oktober bis zum 1. November 1918 nahm Linden an der Abwehrschlacht in der Champagne und an der Maas teil, wofür er am 5. November 1918 das Eiserne Kreuz II. Klasse erhielt.
Am 2. März 1919 wurde Linden aus der Armee entlassen und nahm anschließend ein Medizinstudium auf. Am 17. Dezember 1923 promovierte er zum Dr. med.; am 17. Januar 1925 erhielt er seine Approbation als Arzt. Zum 23. November 1925 trat Linden in die NSDAP ein (Mitgliedsnummer 23.958).
Linden war von 1925 bis 1928 Assistenzarzt, dann Assistent am Hygieneinstitut und ab 1929 Assistent am Institut für ansteckende Krankheiten, Heidelberg.
Ab dem 1. April 1931 war er als wissenschaftlicher Angestellter im Reichsgesundheitsamt in Berlin tätig, ehe er am 1. November 1933 zunächst als Hilfsarbeiter für den Referentendienst ins Reichsministerium des Inneren wechselte. Hier erhielt er am 1. Dezember 1933 eine feste Stellung und konnte im Sommer 1934 zum Oberregierungsrat und Referenten für das Irrenwesen in der Abteilung IV (Gesundheitswesen und Volkspflege) avancieren. Seine direkten Vorgesetzten waren Arthur Julius Gütt, später Fritz Cropp, sowie ab 1939 Gesundheitsstaatssekretär Leonardo Conti.
Linden war vielfach für die nationalsozialistische Rassenhygiene engagiert. So kommentierte er die Nürnberger Rassegesetze und war im Sachverständigenbeirat für Bevölkerungs- und Rassenpolitik des Innenministeriums tätig. Außerdem bereitete Linden federführend die auch nach damaligen Gesetzen illegale Zwangssterilisierung farbiger Besatzungskinder vor und gehörte 1936 bis 1937 dem Reichsausschuss zum Schutze des deutschen Blutes an. Den Rassekundler Robert Ritter unterstützte Linden im September 1937 bei der Finanzierung seiner rassenbiologischen Zigeunerforschung durch die Deutsche Forschungsgemeinschaft, wobei Ritters Forschungen durch wissenschaftliche Feindbildproduktion maßgeblich den Genozid an den Roma und Sinti (Porajmos) vorbereiteten. Auf einem – nach 1935 – im Reichsministerium des Innern gehaltenen Vortrag zum Thema Zwangssterilisation erläuterte Linden:

„Daß die Anwendung im Einzelfalle einmal hart sein kann, wird niemand, der sich mit der Durchführung des Gesetzes befaßte, bestreiten. Trotzdem ist aber die zielbewußte Durchführung notwendig […].“

In seinem 1938 verfassten Artikel Deutsche Bevölkerungspolitik lieferte Linden eine Bestandsaufnahme der bisherigen nationalsozialistischen Rassenpolitik und forderte programmatisch deren Ausweitung.

## Planung und Durchführung der NS-Anstaltsmorde
Bereits im Juni 1935 nahm Linden als Anstaltsreferent an einer Sitzung der Erbbiologischen Kommission des Deutschen Gemeindetages, vertreten durch Wilhelm Stemmler, der eine für die Planung von „Euthanasie“-Maßnahmen bedeutende Untersuchung von Kosten medizinischer Einrichtungen durchführte, teil, die u. a. auch Paul Nitsche und Rassenbiologe Ernst Rüdin besuchten – und die um das Thema der erbbiologischen Bestandsaufnahme der psychisch Kranken (Erfassung) kreiste. Außerdem führte Linden als Berliner Anstaltsreferent diverse Inspektionsreisen durch, auf denen er wichtige Kontakte zu späteren T4-Oberen wie etwa des Heidelberger Ordinarius für Psychiatrie, Carl Schneider, knüpfte.
Ab Februar 1939 war Linden maßgeblich in die Planung der Kindereuthanasie einbezogen; spätestens ab Ende Juli 1939 war Linden auch an der Vorbereitung der Erwachseneneuthanasie („Aktion T4“) beteiligt. Bei der Auswahl der Tötungsanstalt Grafeneck spielte der aus Baden stammende Linden eine Schlüsselrolle, indem er Grafeneck auf Vorschlag Eugen Stähles mit Viktor Brack inspizierte. Kurz darauf wurde Schloss Grafeneck für die T4-Administration konfisziert.
Linden war im Januar 1940 bei der „Probevergasung“ in Brandenburg anwesend. Für den Ablauf der damals beginnenden Krankenmorde entscheidend waren die von Linden vorbereiteten und von seinem Vorgesetzten Leonardo Conti versandten Meldebögen zur genauen Erfassung der Kranken zwecks späterer Ermordung, die unter dem RMdI-Briefkopf versandt wurden, um ihnen amtliches Gewicht zu verleihen. Die von den Anstaltsärzten ausgefüllten Meldebögen wurden an – teilweise von Linden ernannte – T4-Gutachter weitergeleitet, die nun nach Aktenlage über Leben und Tod entschieden. In Zweifelsfällen fungierte Linden mit dem Medizinischen Leiter T4 (zunächst Werner Heyde, dann Paul Nitsche) als Obergutachter – und hatte damit zumindest theoretisch das letzte Wort über jede einzelne Tötung.
Laut Hartheimer Statistik wurden in den sechs Tötungsanstalten Grafeneck, Sonnenstein, Brandenburg/Bernburg, Linz und Hadamar 70.273 Menschen ermordet. Eine Wiener Krankenschwester, die 1940 zu Linden vordrang, um gegen die Massenmorde zu protestieren, formulierte:

„Herr Dr. Linden, ein kleiner unscheinbarer Mann[,] war sichtlich überrascht, als ich bei ihm eintrat. Ungeheuer liebenswürdig erzählte er mir, von schön verbrachten Zeiten in Wien […].“

Auf die Einlassung, Linden möge die tödlichen Injektionen doch wenigstens vor Ort verabreichen lassen, antwortete dieser: „Aber, aber, die Leute kriegen doch keine Injektionen, das geschieht doch im Großen!“

## Reichsbeauftragter Heil- und Pflegeanstalten & Chef der deutschen Psychiatrie
Am 24. August 1941 wurde die Aktion T4 in ihrer bisherigen Form eingestellt.
Kurz nach dem – nur für Hadamar und Sonnenstein – geltenden Stopp (in den anderen Anstalten wurden nun KZ-Häftlinge ermordet, siehe: Aktion 14f13) wurde Linden zum Reichsbeauftragten für die Heil- und Pflegeanstalten erhoben. Damit war Linden nun auch nominal Chef der deutschen Anstaltspsychiatrie, wobei lokalen Anstaltsdezernenten wie etwa Fritz Bernotat aber weiterhin Bedeutung zukam und die Psychiatrischen Universitätskliniken ihre Autonomie behielten.
Als Reichsbeauftragter Heil- und Pflegeanstalten koordinierte Linden gemeinsam mit der Zentraldienststelle T4 die Verwendung des durch die Morde frei gewordenen Anstaltsraums und war parallel an den generellen Planungen für eine „neue Psychiatrie“ beteiligt. Außerdem war Linden federführend in die Wiederaufnahme der Morde in der Vernichtungsanstalt Hadamar – nun allerdings durch tödliche Injektionen – involviert, die im August 1942 erfolgte. Historiker Peter Sandner formuliert:

„Zweifellos […] war [Linden] eine Schlüsselfigur bei der Organisation der Euthanasie, ja für die Zeit 1942 bis 1944 wird man sogar sagen können: die Schlüsselfigur.“

Noch am 2. Juni 1944 schrieb Linden an den T4-Juristen Dietrich Allers:

„Seitens der Anstaltsärzte [muss] alles getan werden, um eine Verringerung des Bestandes an Geisteskranken zu erreichen.“

## T4-Reinhardt-Netzwerk und Suizid
Im Bericht des SS-Offiziers Kurt Gerstein wird erwähnt, dass sich ein „Ministerialrat Dr. Herbert Lindner“ im August 1942 im Vernichtungslager Belzec aufhielt. In welcher Verbindung Linden zur Aktion Reinhardt stand, ist nicht bekannt, die aktuelle geschichtswissenschaftliche Forschung geht aber von der Formation eines T4-Reinhardt-Netzwerkes und damit einer fluiden prosopographischen Verflechtung zwischen der Mordadministration T4 und den historischen Akteuren des Holocaust aus:

„Die Gründe, nach der „Euthanasie“ auch beim Massenmord an den Juden mitzuarbeiten, sind vielfältig […]. […] Die Motive lassen sich zwar für das Täterkollektiv insgesamt eruieren, für die einzelnen T4-Reinhardt-Männer jedoch nicht.“

Von Juli 1942 bis 1944 oder 1945 war Linden ehrenamtlicher Beisitzer am Volksgerichtshof und verübte hier – aller Wahrscheinlichkeit nach – zahllose Justizverbrechen. Linden nahm sich am 27. April 1945, in den letzten Tagen des Zweiten Weltkriegs, in Berlin das Leben.

## Entfernung der Grabplatte und Auflassung des Grabes
Im September 2014 wurde bekannt, dass Herbert Linden 1946 ein staatliches Opfergrab auf dem Waldfriedhof Berlin-Zehlendorf zuerkannt worden war, wodurch er nach dem Gesetz über die Erhaltung der Gräber der Opfer von Krieg und Gewaltherrschaft ein dauerndes Ruherecht mit einhergehendem Opferstatus genoss. Zwei Heimatforscher, auf den Missstand aufmerksam geworden, forderten vom zuständigen Berliner Bausenator Michael Müller umgehend die Auflassung des Grabes, was dessen Verwaltung jedoch ablehnte. Kurz darauf entschloss sich die ebenfalls zuständige Bezirksstadträtin Christa Markl-Vieto, Bezirk Steglitz-Zehlendorf, die Pflege des Linden-Grabes einstellen zu lassen, wogegen der Berliner Senat beim Bezirk scharf protestierte. Schließlich ließ Markl-Vieto das angebliche Opfergrab des NS-Täters Herbert Linden auf eigene Verantwortung entfernen.

## Schriften

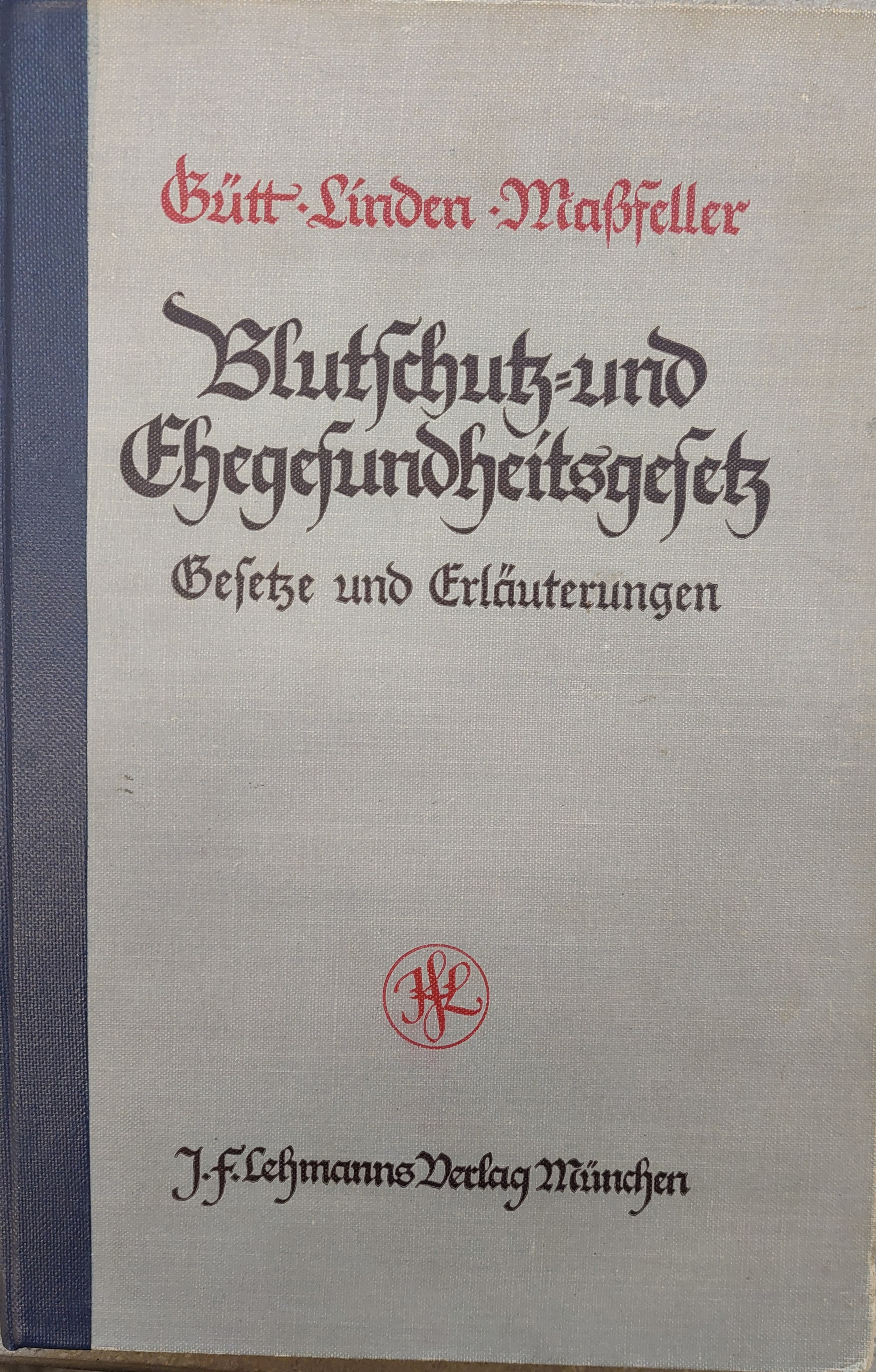
Blutschutz- und Ehegesundheitsgesetz

- mit Wilhelm Franke: Deutsche Ehegesetzgebung: Gesetz zum Schutze der Erbgesundheit des deutschen Volkes vom 18. Oktober 1938, Gesetz zum Schutze des deutschen Blutes und der deutschen Ehre v. 15. Sept. 1935, Reichsbürgergesetz v. 15. Sept. 1935 nebst Verordnungen, Anhang. Textausgabe. Bertelsmann, Bielefeld 1935; erläuterte Textausgabe [um 1936]; erläuterte Textausgabe, 2. Auflage [1937].
- mit Arthur Julius Gütt und Franz Massfeller: Blutschutz- und Ehegesundheitsgesetz. Lehmanns, München 1936.
- Deutsche Bevölkerungspolitik, die Grundlage unserer rassischen Zukunft (= Volk und Wissen. Bd. 12). Stenger, Erfurt 1938.